# 希伊 (阿登省)
希伊（法語：Chilly）是法国大东部大区阿登省的一个市镇，位于该省西北部，属于沙勒维尔-梅济耶尔区。该市镇2009年时的人口为143人。

## 人口
希伊人口变化图示
| 数据来源：INSEE |